# 어번 샤커

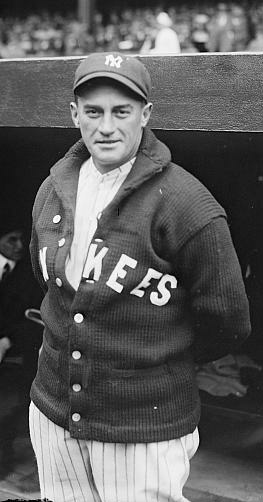

어번 자크 샤커(Urbain Jacques Shockcor, 1890년 9월 22일 ~ 1928년 9월 9일) 또는 어번 제임스 샤커(Urban James Shocker)는 미국의 전 프로 야구 선수이다. 1910년대와 1920년대에 메이저 리그 베이스볼 (MLB)에서 투수로 활약하였으며, 우투우타였다. 13시즌 동안 뉴욕 양키스와 세인트루이스 브라운스에서 뛰었다. 통산 412경기에 출전해 2681⅓이닝을 던지며 187승 117패, 200완투 28완봉, 3.17의 평균자책점을 기록했다.